# Kurukšétra
Kurukšétra (kurukṣetra) (hindsky कुरुक्षेत्र) je město a okres v indickém svazovém státě Harijána, přibližně 160 km severně od Dillí, 40 km jižně od Ambály (po silnici 51 km) a 90 km jižně od Čandígarhu (po silnici 104 km). Jeho zeměpisná poloha je: 29,98° SZŠ, 76,82° VZD. Kurukšétra plynule navazuje na historické město Thānesar (थानेसर), nazývaný také (původně) Thāneśvar (थानेश्वर) (což znamená „Pánův příbytek“, anebo také „Pánův chlév“ = sthāna + īśvara) na severozápadě (30,00° SZŠ, 76,45° VZD) a tvoří s ním jeden celek, dělí je říčka, která mimo období dešťů připomíná spíše potůček a je levostranným přítokem řeky Ghagghar, která bývá ztotožňovaná s védskou řekou Sarasvatí.
Název města znamená „Pole Kuruů“, což připomíná, že se zde kdysi odehrála slavná „bitva na poli Kuruů“, popsaná v eposu Mahábhárata a že zde Kršna zvěstoval Ardžunovi svůj „Zpěv Vznešeného“.
Město je hinduistickým poutním místem, jedním z hinduistických svatých měst, proto je navštěvuje velké množství hinduistických poutníků z celé Indie.
Západní turisté jsou zde však velice vzácnou výjimkou, neboť toto město se nenachází v žádných indických turistických příručkách a na turistických mapách. O tomto městě neinformují dokonce ani přední světoví turističtí průvodci z řady Lonely Planet a Rough Guides (oba však mají město zakresleno na mapce stáru Harijána). Vede tam výborné vlakové spojení z Dillí (směr Ambála). Okolí města je mimořádně úrodnou zemědělskou oblastí. Ve městě je obrovský počet hinduistických mandirů (chrámů) a také dost sikhských gurudvár. Ve městě jsou rovněž obrovské vodní nádrže nazývané saróvar (což doslova znamená „jezero“), kde hinduisté konají rituální koupele. Např. Brahma Saróvar má plochu 430 m2 a šířku 550 m.
S podivem je, že většina hinduistických mandirů (chrámů) zde není zasvěcena Kršnovi, ale Šivovi. Pro poutníky je zde také značný počet hinduistických poutních útulků zvaných dharmaśālā.

## Obyvatelé
Počet obyvatel prudce stoupl po roce 1947, kdy byla bývalá Britská Indie rozdělená na Indickou republiku a Pákistán, a do této oblasti se nastěhovaly desetitisíce hinduistických uprchlíků z Pákistánu, pro které byl zde zřízen uprchlický tábor.
Převážnou většinu zde tvoří hinduisté mluvící hindsky, ale výrazný podíl zde mají i sikhové mluvící paňdžábsky. Muslimové zde téměř nežijí. Z obyvatelstva tvoří muži 55 % a ženy pouze 45 %. (Převaha mužské populace je jevem typickým pro celou Indii.) Je zde na indické poměry dosti vysoká gramotnost – 72 % (indický průměr je zhruba 60 %). Gramotnost je vyšší u mužů (77 %) než u žen (67 %). 12 % tvoří děti do 6 let, to znamená, že gramotnost obyvatel starších 6 let je 82 %. Počet obyvatel rychle roste nejen vysokou porodností, ale i přistěhovalectvím z chudších oblastí. Roční přírůstek obyvatelstva tvoří více než 6 %.

## Okres Kurukšétra
Kromě Kurukšétry a Thánésaru jsou v okrese Kurukšétra ještě 2 další města: Pehova (28 km západně od Kurukšétry) a Šáhabád (26 km severně od Kurukšétry) a dalších 20 menších obcí: Adoya, Arnin, Babain, Dhammala, Dhirpur, Gumthala Gadha, Ishaq, Ismailbad, Jal Behra, Konepal, Ladwa (23 km východně od Kurukšétry), Miranji, Mohri, Pipli, Seonsar, Siana Saidan, Singhaur, Thaska, Thol, Urnai.
Je nutno zmínit rovněž Džjótisar (jyotisar), posvátné místo 5 km na západ od Kurukšétry, kde pod obrovským banjánem (strom – fíkovník bengálský, lat.: ficus bengalensis) přednesl Kršna Bhagavadgítu.
Okres Kurukšétra sousedí s okresy Ambála, Jamunanagar, Karnál, Kaithal a velice krátkou hranici (13 km) má i se svazovým státem Paňdžáb. Okresem probíhá i přibližně 30 km z „National Highway No.1“, která vede z Dillí přes Ambálu, Ludhianu do Amritsaru. Tato vede 4 km západně od města Kurukšétra.

## Univerzita
Od roku 1956 je ve městě státní univerzita „Kurukshetra University, Kurukshetra“ (KUK).
- Na této univerzitě je těchto 9 fakult:
  - Fakulta humanitních věd a jazyků,
  - Fakulta obchodu a managementu,
  - Fakulta pedagogická,
  - Fakulta inženýrství a techniky,
  - Fakulta indických studií,
  - Fakulta práv,
  - Fakulta zdravotních věd,
  - Fakulta přírodních věd,
  - Fakulta společenských věd.

- Na těchto fakultách je 44 kateder a ústavů:
  - Department of Ancient Indian History, Culture & Archaeology ;
  - Department of Biochemistry ;
  - Department of Biotechnology ;
  - Department of Botany ;
  - Department of Commerce ;
  - Department of Computer Science & Applications ;
  - Department of Economics ;
  - Department of Education ;
  - Department of English ;
  - Department of Foreign Languages ;
  - Department of Geography ;
  - Department of Geology ;
  - Department of Geophysics ;
  - Department of Hindi ;
  - Department of Home Science ;
  - Department of Chemistry ;
  - Department of Journalism & Mass Communication ;
  - Department of Library and Information Science ;
  - Department of Management ;
  - Department of Mathematics ;
  - Department of Microbiology ;
  - Department of Music and Dance ;
  - Department of Panjabi ;
  - Department of Pharmaceutical Sciences ;
  - Department of Philosophy ;
  - Department of Physical Education ;
  - Department of Physics ;
  - Department of Political Science ;
  - Department of Psychology ;
  - Department of Public Administration ;
  - Department of Sanskrit, Pali & Prakrit ;
  - Department of Social Work ;
  - Department of Sociology ;
  - Department of Statistics and Operational Research ;
  - Department of Tourism & Hotel Management ;
  - Department of Zoology ;
  - Electronic Science Department ;
  - Institute of Environmental Studies ;
  - Institute of Instrumentation Engineering ;
  - Institute of Law ;
  - Institute of Management Studies ;
  - Institute of Sanskrit and Indological Studies ;
  - Law Department ;
  - University Institute of Engineering & Technology .

Další vysoké školy v Kurukšétře jsou:

- National Institute of Technology, Kurukshetra
- Shri Krishna Institute of Engineering & Technology
- Shri Krishna Government Ayurvedic College

Tímto rozsáhlým systémem vysokého školství navazuje Kurukšétra na svou slavnou tradici starověkého centra vzdělanosti.

## Kršnovo muzeum
Je zde rovněž Kršnovo muzeum, v němž jsou vystaveny jak vzácné archeologické nálezy z Kurukšétry, tak i nálezy podmořské archeologie z blízkosti města Dvárka, legendárního Kršnova království v Arabském moři u Kačchského zálivu ve svazovém státě Gudžarát na západě Indie. Je zde rovněž sbírka folklórního umění, soch Kršny a výjevů z Mahábháraty.

## Archeologické objevy
V Kurukšétře jsou velice významná archeologická naleziště. Jelikož jde o velice úrodnou oblast, byla již odpradávna osídlena. Asi nejvýznamnější nálezy jsou pozůstatky prastarého osídlení Árjů, které pochází ještě z doby před Harappsko-Mohendžodarskou civilizací a tím vyvracejí mýtus, který šířili západní indologové, že zánik Harappsko-Mohendžodarské civilizace má na svědomí vpád kočovných Árjů z Íránu, kteří ji násilím rozvrátili. Nejvýznamnějším šiřitelem tohoto mýtu byl významný indolog Max Müller.

## Turisticky zajímavá místa
- sthāneśvar mahādev mandir – šivaistický chrám v Kurukšétře
- Bhadrakali Mandir
- Birla Mandir
- Devi Bhadrakali Mandir
- Kamal Nabhi
- Brahma Sarovar
- Sannihit Sarovar
- Gurudváry